# Phyllanthus artensis
Phyllanthus artensis är en emblikaväxtart som beskrevs av Maurice Schmid. Phyllanthus artensis ingår i släktet Phyllanthus och familjen emblikaväxter. Inga underarter finns listade i Catalogue of Life.